# Ingeborg Østgård
Ingeborg Østgård (5 de octubre de 2003) es una deportista de Noruega que compite en atletismo. Ganó una medalla de oro en el Campeonato Europeo de Atletismo Sub-20 de 2021, en la prueba de 1500 m.